# Licata Calcio
Il Licata Calcio, meglio nota come Licata, è una società calcistica italiana con sede nella città di Licata, nel Libero consorzio comunale di Agrigento, in Sicilia  .
Dalla stagione 2025/2026 militerà in Eccellenza. 
Fondata nel 1931 come Licata Associazione Calcio, nel 1967 divenne Polisportiva Licata, mantenendo la denominazione fino al 1994, per poi riassumere l'originale denominazione sociale. Nel 2006 il sodalizio cambiò denominazione in ASD Licata 1931. Fallì nel 2014, allorquando una cordata di imprenditori locali acquisì il titolo dell'Accademia Empedoclina permettendo al calcio licatese di rinascere. La corrente denominazione è stata assunta nel 2015.
Il sodalizio visse il suo momento di massima popolarità tra il 1988 e il 1990, quando riuscì a disputare due campionati di Serie B.

## Storia
Il Licata nacque per iniziativa di alcuni studenti che avevano conosciuto il gioco del calcio grazie a marinai svedesi che imbarcavano lo zolfo estratto dalle miniere dell'agrigentino: a loro fu dedicata la scelta dei colori sociali, il giallo e il blu della bandiera della Svezia. Così nel 1931, con atto notarile, avviene la fondazione della società. Il primo presidente è Salvatore Liotta, fanno parte della dirigenza Angelo Curella, considerato il fondatore della Banca Popolare S.Angelo, istituito di credito che segnerà, con il suo fondamentale apporto, le vittorie calcistiche della squadra. Dal 1946 (anno dell'esordio in un campionato ufficiale) i gialloblù parteciparono al campionato di Promozione, assieme a compagini blasonate del calibro della Vibonese, del Morrone Cosenza e del Crotone, il Licata chiuderà il campionato con un buon quinto posto, e successivamente furono diversi i campionati disputati, dove i licatesi sfiorarono la promozione in IV Serie. Nel 1953-54, i gialloblù partecipano al campionato di seconda Divisione, con la denominazione di S. Angelo Licata, e chiudono il campionato con un modesto ottavo posto. Nel 1954-55, la nuova società disputa uno strepitoso campionato di prima Divisione, arrivando quarta. Nel 1955-56 i gialloblù arrivano primi e disputano gli spareggi promozione, perdendo però le fasi regionali, ma ottengono ugualmente il salto di categoria. Nel 1957/58 in questa stagione il Licata disputa un amichevole col Palermo in un gremito Dino Liotta, vinto dai rosanero per 2-0. Dopo gli anni cinquanta e sessanta, vissuti nel massimo campionato regionale tra alti e bassi. Il Licata tra gli anni sessanta e settanta si mosse tra le categorie minori della Regione Siciliana. La stagione 1977-78 è magica per i gialloblù che vincono sia il campionato che la Coppa Sicilia. La Banca popolare S.Angelo, intanto, comincia ad intrecciare un solito legame con la massima società isolana, il Palermo di Renzo Barbera, il 3 Gennaio 1979, si disputa al Dino Liotta stracolmo, un’amichevole tra le due squadre, finita col la vittoria dei rosanero per 5-1. Nel 1981 il Licata conquista la Serie D a partire da quell'anno incominciò per i siciliani un'ascesa che li portò prima a vincere dopo un anno il campionato di Serie D ed approdare nei professionisti per la prima volta nella sua storia, e nel 1985, a vincere anche la Serie C2, con in panchina un esordiente Zdeněk Zeman e con una squadra composta quasi per intero da elementi del vivaio provenienti dalla primavera del Palermo voluti fortemente dal tecnico boemo. Tra questi sicuramente emerge un certo Maurizio Schillaci, cugino del più famoso Totò. Il primo anno di Serie C1 si apre con un superlativo debutto in Coppa Italia: al Dino Liotta vengono battuti con un secco 10-0, i cugini dell’Akragas, anche in campionato la partenza è lanciata, con la vittoria in casa contro il Siena, ed una serie di vittorie tra cui quella in casa 5-0 contro il Brindisi. Tuttavia il Licata raggiunge la salvezza solo all'ultima giornata. Nel 1986/87 la novità è l’addio di Zeman, che approda nel Foggia. Viene sostituito dal tecnico Aldo Cerantola, il Licata chiuderà il torneo solo tredicesimo. Nel 1988 con Aldo Cerantola come allenatore, il Licata battendo Campobasso, Nocerina e Cagliari vince il campionato di Serie C1, precisamente il 5 giugno 1988, quando in casa davanti ad un Dino Liotta stracolmo i gialloblù hanno la meglio sul Frosinone. Questo trionfo attira l’attenzione dei mass media e della nazionale intera. Durante la prima metà del campionato con Giuseppe Papadopulo come allenatore, la squadra naviga nei bassifondi della classifica (pur con un discreto inizio che la portò addirittura al secondo posto dopo 10 giornate, vincendo, tra l'altro, contro il Parma al Tardini per 3-0). Poi, dopo l'esonero di Papadopulo, con il nuovo allenatore Francesco Scorsa ottiene il nono posto nel campionato di Serie B, ottenendo nel girone di ritorno gli stessi punti conquistati dal Genoa di Scoglio, vincitore del campionato. Nello stesso anno affrontò anche una trasferta sul campo neutro del Mario Rigamonti di Brescia per la Coppa Italia contro il Milan campione d'Italia.

Il Licata di Zdeněk Zeman della stagione 1985-1986

L'anno dopo la bella "favola" del Licata (così era stata definita dai giornali) terminò con la retrocessione in Serie C1 al termine del campionato Serie B 1989-1990 dando il via a un declino che riportò il Licata nelle categorie inferiori. Nel 1992 ci fu la retrocessione a tavolino in Serie C2 per illecito sportivo; nel 1993 un secondo illecito sportivo costò 6 punti di penalizzazione alla squadra e la squalifica per 3 anni di un calciatore; nel 1994 i gialloblù piombarono in Eccellenza per la mancata iscrizione nel Campionato Nazionale Dilettanti. Nella stagione 1994-95, con l'allenatore Loreno Cassia coadiuvato dal preparatore Enrico Bona, il Licata arrivò ai play-off, ma venne sconfitto dalla Sancataldese che a sua volta approdò nel Campionato Nazionale Dilettanti. Dopo una retrocessione in Promozione, nella stagione 1997-98 i gialloblù vinsero il campionato e tornarono in Eccellenza.

Una formazione del Licata nella stagione 1986-1987

Nel 2005 il Licata sfiorò la Serie D, perdendo la doppia sfida finale contro il Brindisi, dei vari Vantaggiato e Francioso. Nel 2006 la squadra vinse il campionato di Eccellenza Sicilia 2005-2006, ottenendo il ritorno in Serie D. Tuttavia, nella stagione successiva, il Licata tornò in Eccellenza dopo aver perso i play-out contro l'Acicatena, presentando inutilmente domanda per il ripescaggio. Nella stagione in Eccellenza Sicilia 2007-2008 il Licata terminò il campionato al settimo posto perdendo alla fine il diritto di partecipare ai play-off per un solo punto, inoltre, la società cambiò sia presidente sia l'allenatore. Nel campionato di Eccellenza Sicilia 2008-2009 i gialloblù disputarono i play-off per la promozione in Serie D arrivando in finale contro la Rossanese. Dopo essersi imposti prima per 2-0 in casa, le aquile persero in trasferta con lo stesso risultato e quindi ai calci di rigore per 3-2. Nella stagione 2009-2010 la società si ritira dalla competizione. A fine campionato una cordata di imprenditori licatesi acquista il titolo del Campobello di Licata, riportando il calcio in città. È da ricordare in questa stagione che la squadra quando venne acquistata aveva appena 4 punti alla 1ª giornata di ritorno, concludendo poi il campionato al Dino Liotta con la finalissima dei play-out contro lo Sporting Arenella Palermo, vincendola ai rigori per 5-3.
Nel campionato di Eccellenza Sicilia 2010-2011 il Licata conquista la promozione in Serie D con due giornate di anticipo battendo la Parmonval per 3-0 davanti a un pubblico di oltre 6 500 persone. L'anno successivo il Licata ha in rosa il capocannoniere Filippo Tiscione (23 reti segnate in campionato). Dopo la retrocessione in Eccellenza e una forte crisi, la società non presenta la domanda di iscrizione al successivo campionato entro i termini stabiliti e viene quindi radiata. In agosto, agli albori della stagione 2014-2015, una cordata di imprenditori licatesi acquista il titolo dell'Accademia Empedoclina, società di Porto Empedocle militante nel campionato di Promozione, trasferendolo a Licata e mantenendo temporaneamente la vecchia denominazione. Il nuovo presidente del sodalizio è Bruno Vecchio, affiancato dal vice Gaspare Spiteri.
Nell'estate del 2015 l'Accademia Empedoclina cambia ufficialmente la propria denominazione in Associazione Sportiva Dilettantistica Licata Calcio. Nella stagione 2015-2016 la squadra conquista il secondo posto del campionato di promozione siciliana, arrivando alle spalle della Nissa. La società, l'anno successivo, viene ripescata in Eccellenza riuscendo a ottenere una salvezza tranquilla. Nella stagione sportiva 2017-2018 disputa il campionato di Eccellenza siciliana, girone A. Nella stessa stagione batte in finale per 2-1 il Sant’Agata, vincendo la coppa Italia regionale.
Il 24 marzo 2019 con due giornate di anticipo la squadra approda in Serie D, tornando a disputare un campionato di quarta divisione dopo 25 anni, in seguito alla retrocessione dalla Serie C2 nel 1994.

## Strutture

### Stadio
Con 11 000 posti a sedere, lo stadio Dino Liotta è, sin dalla fondazione della società, la sede principale della prima squadra. È l’unico stadio in Sicilia che può vantare una Gradinata ed un Tribuna interamente coperte.

## Diffusione nella cultura di massa
Il Licata Calcio viene citato nel film Mery per sempre del 1989, diretto da Marco Risi; uno dei protagonisti, soprannominato King Kong (Salvatore Termini) dai suoi coetanei, durante una scena del film indossa la maglia celebrativa della storica promozione in Serie B, raggiunta dai gialloblù nella stagione 1988-1989.

## Allenatori e presidenti
- 1931-1982  ...
- 1982-1983  Mario Magagnotti
- 1983-1986  Zdeněk Zeman
- 1986-1988  Aldo Cerantola
- 1988-1989  Giuseppe Papadopulo (1ª-17ª)
 Francesco Scorsa (18ª-38ª)
- 1989-1990  Aldo Cerantola
- 1990-1991  Fausto Silipo
- 1991-1992  Fausto Silipo (1ª-7ª)
 Giuliano Sonzogni (8ª-34ª)
- 1992-1993  Valentino Persenda (1ª-9ª)
 Ferdinando Rossi (10ª-38ª e play-out)
- 1993-1994  Ferdinando Rossi (1ª-?ª)
 Valentino Persenda (?ª-?ª)
 Ferdinando Rossi (?ª-38ª)
- 1994-1995  Salvatore Vullo
- 1995-1996  Antonio Lagozzo (1ª-?ª)
 Dario Golesano (?ª-?ª)
- 1997-2009  ...
- 2009-2011  Tommaso Napoli
- 2011-2013  ...
- 2013-2014  Accursio Sclafani
- 2014-2015  Angelo Vecchio
- 2015-2016  Mimmo Bellomo
- 2016-2017  Simone Pardo
- 2017-2018  Angelo Galfano (1ª-15ª)
 Giovanni Campanella (15ª-30ª)
- 2018-2021  Giovanni Campanella
- 2021-2024  Giuseppe Romano
- 2024-2025  Giuseppe Romano (1ª-10ª)
 Marco Coppa (11ª-17ª)
 Giuseppe Romano (18ª-34ª e play-out)

- '.{{Bandiera[ITA}} Lillo Bonfatto

- 1931-1932  Salvatore Liotta
- 1932-1975  ...
- 1975-1977  Giuseppe Zagra
- 1977-1982  ...
- 1982-1985  Giuseppe Alabiso
- 1985-1986  Michele Carella
- 1986-1987  Milo Giacomo Pontillo
- 1987-1991  Franco Licata D'Andrea
- 1991-1992  Agatino Maniscalco
- 1992-1993  Peppino Trilli
- 1993-1995  Calogero Terranova
- 1995-1996  Marica Licata
- 1996-2015 ...
- 2015-2017  Bruno Vecchio
- 2017-2019  Danilo Scimonelli
- 2019-2022  Nico Le Mura
- 2022-oggi  Alfonso Di Benedetto

## Palmarès

### Competizioni Interregionali
- Serie C1: 1

1987-1988 (girone B)
- Serie C2: 1

1984-1985 (girone D)
- Campionato Interregionale: 1

1981-1982 (girone M)

### Competizioni regionali
- Eccellenza: 3

2005-2006 (girone B), 2010-2011, 2018-2019 (girone A)
- Promozione: 2

1980-1981 (girone A), 1997-1998 (girone D)
- Prima Categoria: 2

1955-1956 (girone A), 1977-1978 (girone D)
- Seconda Categoria: 1

1966-1967
- Seconda Divisione: 1

1952-1953
- Coppa Sicilia: 1

1977-1978
- Coppa Italia Dilettanti Sicilia: 1

2017-2018

### Altri piazzamenti
- Eccellenza Sicilia:

Secondo posto: 2008-2009 (girone A), 2017-2018 (girone A)
Terzo posto: 1994-1995 (girone A), 2004-2005 (girone A)
- Promozione Sicilia:

Terzo posto: 2000-2001 (girone D), 2015-2016 (girone D)
- Campionato Dilettanti:

Secondo posto: 1957-1958
- Prima Categoria Sicilia:

Secondo posto: 1959-1960 (girone A), 1974-1975 (girone D)
Terzo posto: 1972-1973 (girone D), 1975-1976 (girone D)

## Statistiche e record

### Partecipazione ai campionati
| Livello | Categoria                 | Partecipazioni | Debutto   | Ultima stagione | Totale |
| ------- | ------------------------- | -------------- | --------- | --------------- | ------ |
| 2º      | Serie B                   | 2              | 1988-1989 | 1989-1990       | 2      |
| 3º      | Serie C1                  | 5              | 1985-1986 | 1991-1992       | 5      |
| 4º      | Promozione                | 1              | 1948-1949 | 1948-1949       | 12     |
| 4º      | Serie C2                  | 5              | 1982-1983 | 1993-1994       | 12     |
| 4º      | Serie D                   | 6              | 2019-2020 | 2024-2025       | 12     |
| 5º      | Campionato Interregionale | 1              | 1981-1982 | 1981-1982       | 5      |
| 5º      | Serie D                   | 4              | 2006-2007 | 2013-2014       | 5      |

Il Licata ha partecipato a 18 campionati delle leghe nazionali della FIGC. Ai termini delle NOIF in materia di tradizione sportiva cittadina, sono considerate professionistiche le 12 annate nei campionati di Serie B e di Serie C.

### Statistiche individuali
Di seguito la lista dei recordman di presenze e reti.
| Record di presenze - 266 Fabrizio Grillo (2001-2002; 2004-2009; 2010-2013; 2014-2016) - 243 Giuseppe Romano (1983-1989; 1992-1994) - 219 Giorgio Taormina (1983-1990) - 191 Castrense Campanella (1983-1990) - 183 Ignazio Gnoffo (1983-1990) - 151 Domenico Giacomarro (1984-1989) - 140 Angelo Consagra (1982-1989; 1992-1994) - 118 Emilio Zangara (1984-1989) - 114 Calogero Minacori (2021-) - 113 Giulio Orlando (2021-2024) | Record di reti - 74 Antonio Cannavò (2017-2021) - 46 Giuseppe Romano (1983-1989; 1992-1994) - 37 Francesco La Rosa (1987-1990) - 36 Roberto Convitto (2017-2020) - 30 Calogero Minacori (2021-) - 23 Filippo Tiscione (2013-2014) - 22 Antonio Maurizio Schillaci (1984-1986) - 19 Boubacar Samakè (2021-2022) - 17 Davide Testa (2018-2019) - 16 Giovanni Sorce (1986-1990) |

## Tifoseria

### Gemellaggi e rivalità
La tifoseria licatese sostiene dal 1984 un gemellaggio con la tifoseria della Nissa. Altre amicizie degne di nota sono quelle con la tifoseria del Foggia e del Palermo, mentre nel 2020 si è interrotto il rapporto di amicizia che ha legato i gialloblù ai corregionali del Ragusa per quindici anni.
Tra le rivalità più sentite dai tifosi licatesi spicca quella con la tifoseria dell'Akragas, con la quale i gialloblù disputano il derby della Provincia di Agrigento.
Altre rivalità sussistono con i campani della Cavese e i corregionali di Canicattì, Catania, Sancataldese, Enna, Paternò e Siracusa.